# ستيف ستيفنز
ستيف ستيفنز (بالإنجليزية: Steve Stevens) (و. 1959  م) هو عازف قيثارة، وعازف قيثارة جاز، وكاتب أغاني، ومنتج أسطوانات أمريكي، ولد في بروكلين، شارك في Live Aid ‏، يستخدم آلات قيثارة.

## التعليم
تعلم في ثانوية فيوريلو هـ. لاغوارديا ‏.

## جوائز
حصل على جوائز منها:
- Grammy Award for Best Pop Instrumental Performance [الإنجليزية]‏، عن عمل: Top Gun Anthem [الإنجليزية]‏ (1987).

## وصلات خارجية
- ستيف ستيفنز على موقع IMDb (الإنجليزية)
- ستيف ستيفنز على موقع ميوزك برينز (الإنجليزية)
- ستيف ستيفنز على موقع أول ميوزيك (الإنجليزية)
- ستيف ستيفنز على موقع ديسكوغز (الإنجليزية)
- ستيف ستيفنز على موقع قاعدة بيانات الفيلم (الإنجليزية)
- ستيف ستيفنز في قاعدة بيانات الأفلام على الإنترنت